# Luciano Ligabue
Luciano Riccardo Ligabue, més conegut com a Ligabue o fins i tot Liga (Correggio, Província de Reggio de l'Emília, 13 de març de 1960) és un cantautor, músic, escriptor, poeta i alhora director de cinema italià. És un dels artistes italians contemporanis més prestigiosos. Ha rebut dos Targhe Tenco, un Premi Tenco, un Premi Le parole della musica e un Premi Lunezia per mor del valor musical-literari de l'àlbum Miss Mondo. Va aconseguir reunir 165.264 persones a Campovolo el 2005, i ha assolit a més a més el rècord europeu d'espectadors pagant per un concert d'un artista solista; fita que només va superar el 2017 el cantautor modenès Vasco Rossi.
Ha guanyat durant més de trenta anys de carrera almenys uns seixanta premis pel que fa a la seva activitat musical, cinc premis per tot el que pertoca el món de la literatura i també dotze honors arran de la seva producció cinematogràfica.

## Discografia
- 1990: Ligabue
- 1991: Lambrusco, Coltelli, Rose e Popcorn
- 1993: Sopravvissuti e Sopravviventi
- 1994: A Che Ora è La Fine Del Mondo
- 1995: Buon Compleanno Elvis
- 1997: Su e Giù Da Un Palco (Live)
- 1998: Radiofreccia (Bande Originale du film)
- 1999: Miss Mondo
- 2002: Fuori Come Va?
- 2003: Giro d'Italia (Live)
- 2005: Nome e Cognome
- 2007: Primo Tempo
- 2008: Secondo Tempo
- 2009: Sette notti in arena (Live cd + dvd)
- 2010: Arrivederci, mostro!
- 2013: Mondovisione
- 2015: Giro del Mondo
- 2016: Made in Italy
- 2019: Start
- 2020: 7